# Acid clorogenic
Acidul clorogenic este un compus organic de tip acid fenolic, fiind un ester al acidului cafeic și al acidului (−)-chinic. Este un compus intermediar în biosinteza ligninei. Termenul de acizi clorogenici face referire și la alți esteri ai acidului chinic, de exemplu cu acid ferulic sau acid p-cumaric.